# ¡Échale semilla!
¡Échale semilla! es el primer álbum de estudio del músico multiinstrumentista argentino Axel Krygier, lanzado en el año 1999. Grabado en 8 canales, Axel incluyó todo el material que grabó en un lapso de más de cuatro años, un pequeño exceso de 16 temas
donde pueden encontrarse temas de fácil escucha como «Silbad el calipso» hasta momentos de trance y onomatopeya feroz, («D'orochú») pasando por aires folklóricos un tanto apócrifos («Manteca al techo», «Postcolombino»). El autor describió el álbum como su "obra más cándida", tal vez por ello para muchos la más auténtica.

## Lista de canciones
- Todos los temas compuestos y producidos por Axel Krygier, excepto "Cabeza de barro" de A. Terán y A.Krygier/A.Krygier.

1. «Silbad el calipso» - 3:27
2. «Cabeza de barro» - 4:07
3. «Vuelan las hojas» - 3:14
4. «Échale semilla» - 4:39
5. «Postcolombino» - 2:58
6. «Nuevo creole» - 4:00
7. «Manteca al techo» - 3:46
8. «Tanto tiempo» - 3:24
9. «El regreso del león bizco» - 2:48
10. «Fuga al litoral» - 2:45
11. «D'orochú» - 4:09
12. «Klonación» - 3:17
13. «Chez la Grand-Mère Bloch» - 2:45
14. «La espuma de los días» - 1:52
15. «Laos y el tigre» - 2:07
16. «Taxi nocturno »- 2:22

- Nota: «Chez la Grand-Mère Bloch» incluye un fragmento de "Histoire de la famille Ditisheim", relato de Frédéric Ditis.

## Músicos
- Axel Krygier: voz, silbido, organillos, percusión, teclados, flauta traversa, saxo alto, flauta, piano, wurlytzer, charango, bajo, trompeta, saxo barítono, palmas, bajo sinth, cuatro venezolano, acordeón, pincuyo, redo con escobillas, kalimba, falso vibes, cut & paste, rodhes, contrabajo, cuasidrum, violín agónico, simil rodhes.
- Christian Basso: steel guitar, bajo.
- Alejandro Terán: viola, saxo tenor, congas.
- Juan Miguel Valentino: guitarra eléctrica.
- Andrés Bonomo: guitarra eléctrica.
- Marcelo García: bombo leguero, hihat.
- Martín Lannaccone: jungle drum, batería.
- Pablo Vázquez: contrabajo.
- Vivi Farley: risas.
- Marcos Ruffo: contrabajo.
- Dante Yenque: corno.
- Javier Casalla: violín.
- Cristina Bara: viola.
- Slava Poloudine: chelo.

## Ficha técnica
- Grabado y mezclado en Protools project, en 8 canales (sin eventos midi) entre el año 1995 y 1999.
- Grabado y producido por Axel Krygier en El Oído Erecto.
- La voz de «Vuelan Las Hojas», producida por Terán-Krygier.
- Las cuerdas y el corno de "Taxi Nocturno" fueron grabados en estudios El Pie, con Eduardo Bergallos al mando de la consola.